# العبور العشوائي للمشاة

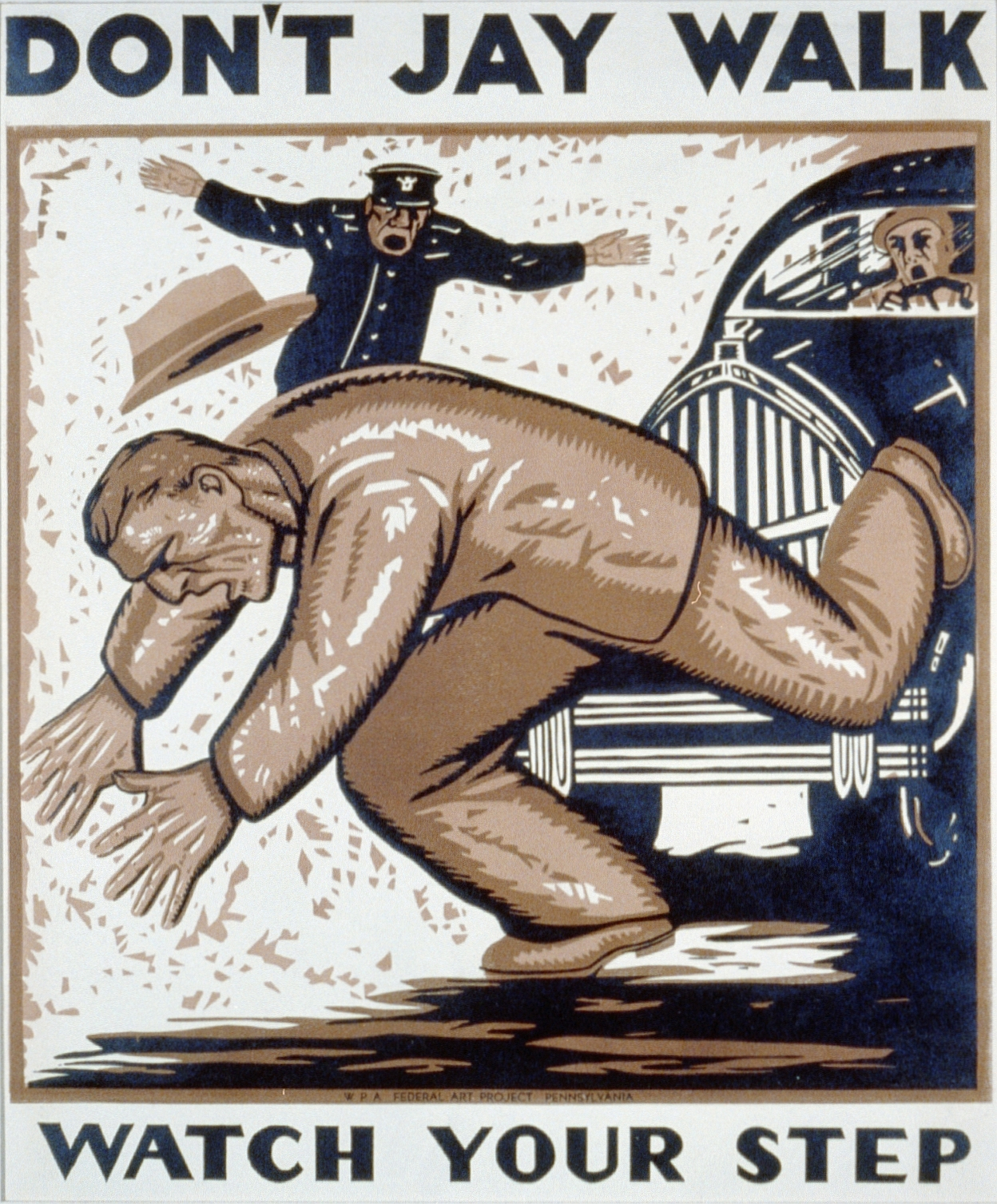

هو السير على الأقدام و عبور الطريق عشوائياً بدون انتباه و حيث العبور ممنوع. كمثل الذي يعبر بين تقاطعي طريق ولا يراعي السائقين ولا يفسح لهم طريقاً, أو الذي يعبر من ممر المشاة في أثناء الإشارة الحمراء.